# Paratuberkulóza
Paratuberkulóza u skotu, nazývaná v anglicky mluvících zemích Johne's disease, byla poprvé popsána na přelomu devatenáctého a dvacátého století. Je způsobena bakterií MAP (Mycobacterium avium subspecies paratuberculosis). U skotu získala název podle člena Společnosti veterinárních patologů v Drážďanech. Dr. H. A. Johneho, který se společně s Dr. L. Frothinghamem z Bostonu z Massachusetts účastnil prvního popsání této nemoci u skotu.
V novodobé historii se stává paratuberkulóza existenční nemocí pro chov skotu. Neumíme ji vyléčit. Je široce rozšířená, přenosná na lidi (antropozoonóza).
OIE (World Organisation for Animal Health) řadí pro rok 2020 paratuberkulózu mezi 24 nejvíce nebezpečných nákaz mezidruhově přenosných.
ČR po rozšíření paratuberkulózy v našich chovech vyjmula tuto nemoc z nebezpečných nákaz.[ujasnit] Eviduje také 24 nákaz mezidruhově přenosných. V současnosti se podle Přílohy č. 2 A) k zákonu č. 166/1999 Sb. o veterinární péči paratuberkulóza řadí mezi nebezpečné nákazy, pro které je povinné hlášení státní veterinární správě.

## Popis nemoci
Paratuberkulóza je přenosná na lidi i všechny savce. Má charakter endemie, tedy vyskytuje se na zamořeném území celé generace, má inkubační dobu 3 roky, probíhá velice pomalu, má fatální následky. V první fázi, která trvá dva i více let, nelze nemoc nijak detekovat, nemá žádné klinické příznaky. V druhé fázi se MAP vylučuje občas trusem, ale klinické příznaky se neprojevují. Nemoc jde detekovat sérologickým vyšetřením krve, odběry trusu vyjdou často negativně (vylučování MAP je nepravidelné). V následující fázi dochází ke snížení užitkovosti, nemoc se dá detekovat všemi testy, až poté se projeví klinické příznaky. Hlavním klinickým příznakem je trvalý průjem a hubnutí. Zvířata se nechovají apaticky, jsou aktivní, pohyblivá, MAP vylučují trusem trvale a to v obrovském množství (milion baterií v jediném gramu). Poslední fáze je charakteristická extrémní chorobnou vyhublostí (kachexie), vodnatým průjmem a otokem v mezisaničí nazývaným "bottle jaw".
V prostředí zůstává MAP 2 roky, mráz ji konzervuje. Šíří se hlavně vodou (vodní toky), rezervoárem jsou napajedla zvěře, bahnitá místa, tůně, kaluže.
Nelze ji vyléčit, neexistují kvalitní vakcíny, musí se z prostředí eliminovat. Eliminace z prostředí je považována za největší výzvu, kterou kdy epidemiologové řešili. Zatím se to podařilo jen v několika málo státech na světě. Prostředky, které do boje proti paratuberkulóze vkládají státy jako USA, Austrálie, Japonsko či Švédsko, jsou značné. Existují státy jako je ČR, které problém paratuberkulózy úspěšně ignoruje. Nevytváří národní certifikační programy ani kontrolní programy, neozdravují infikovaná stáda ani území, rozsah endemie před veřejností tají.[zdroj?]

## Maso a mléko
Čerstvé maso a mléko od infikovaných jedinců obsahuje vysoké množství MAP a to v té nejinfekčnější možné formě (intracelulární patogen).
Hodnocení PTB je v různých státech odlišné. Někde ji považují za nebezpečnou nákazu přenosnou na lidi (Japonsko) jinde za ekonomickou nemoc, která nemá na nezávadnost potravin vůbec žádný vliv (ČR). Maso a mléko od nemocných jedinců je proto v Japonsku likvidováno jako nepoživatelné, v ČR je hodnoceno jako nezávadné, jíme ho denně.

Pokud je u nás prokázán výskyt PTB v chovu, jsou vyhlášena MVO (mimořádná veterinární opatření), pozitivní zvířata jdou na jatky, kde je maso hodnoceno jako nezávadné, končí v supermarketech. Stejně tak mléko ze všech chovů včetně těch vysoce nakažených či ozdravovaných je sváženo do mlékáren, mícháno s ostatním mlékem, končí v supermarketech. 

Značnou hrozbou jsou ekologické chovy, kde se mléko nepasteruje, běžně se prodává syrové nebo jsou z něj vyráběny sýry (obsahují MAP).

Paradoxně je u lovné zvěře v ČR maso vyšetřováno a pokud je na MAP pozitivní (nebo pochází z aktivního ohniska zamoření), je likvidováno. Tento nesoulad v předpisech je daný historicky, kdy se maso zvěřiny vyváželo již v dobách socialismu do západní Evropy, kde je MAP považována za patogen přenosný na lidi, je hodnoceno jako nepoživatelné.

Výskyt MAP u drůbežího či vepřového je prakticky vyloučen (jsou chováni ve stájích, žijí kratší dobu než je inkubační doba PTB).

## Výskyt MAP u lidí
U lidí existuje Crohnova nemoc (CD), kterou mnozí lékaři považují za paratuberkulózu lidí. Jednu dobu za ni byla oficiálně považována, ale protože se v padesátých letech minulého století nedařilo MAP od nemocných lidí izolovat, byla překvalifikována. Dnes patří mezi zánětlivé střevní onemocnění (IBD = Inflammatory Bowel Diseases) společně s ulcerativní kolitidou. Zda se jedná o paratuberkulózu lidí, nedokáží vědci dodnes ani potvrdit, ani vyvrátit.
MAP se u lidí prokazatelně vyskytuje jako komplikace při nemocech s imunosupresí (rakoviny, transplantace). Nakažení u vnímavých jedinců vyžaduje dlouhé léčení koktejly antibiotik, chirurgické zákroky na postižených částech zažívacího aparátu, často mívá smrtelné následky.

Existuje početná skupina lékařů, kteří se zabývají výskytem MAP u lidí. Považují ji za vážnou komplikaci nejen CD, ale i Diabetes mellitus typu 1, roztroušená skleróza aj. (viz https://humanpara.org/)
U lidí se rozlišuje dvojí typ MAP: 

1.zapouzdřená, která se vyskytuje ve volné přírodě a není pro lidi příliš nebezpečná

2.intracelulární forma, která se vyskytuje v mase, mléce a nedostatečně tepelně opracovaných výrobcích, která je vysoce nebezpečná zvláště pro děti.
Za možné zdroje infekce se tak považují výrobky z nepasterovaného mléka, čerstvého masa (paradoxně jsou to drahé sýry a masné speciality).
MAP je spojována i s dalšími nemocemi. Konkrétně s cukrovkou 1. typu (Diabetes mellitus), s roztroušenou sklerózou (Roztroušená skleróza), zánětem štítné žlázy (Hashimotova tyroiditida), s juvenilní sarkoidózou Blau syndrome, revmatoidní artritidou (Revmatoidní artritida), poruchami autistického spektra (Autismus), se syndromem dráždivého tračníku (Irritable bowel syndrome). Inaktivované bakterie MAP jsou v těchto případech zdravotním rizikem. Důvody, proč může i mrtvá MAP působit problémy, je Protein teplotního šoku

MAP vylučuje bakteriální mimikry, které brání imunitnímu systému, aby ji rozeznal jako patogen. Jedná se o bílkoviny, které se v těle hostitele chovají stejně jako proteiny teplotního šoku (heat shock protein HSP). HSP 65, který je typický pro mykobakterie včetně MAP, patří do skupiny bakteriálních chaperoninů (Hsp70). Živá i mrtvá MAP vyvolává u pacienta buněčnou reakci trvalého stresu, na který jeho organismus reaguje patologickým způsobem.

Hlavním zdrojem se pro lidi stávají potraviny obsahující hovězí maso a mléko. V ČR je infikováno kolem 80% velkých stád skotu. V ČSSR to bylo méně než 1% stád. Nárůst byl způsoben nákupy plemenného dobytka bez testování, změnou plemene a způsobu chovu. Dodnes není V ČR státní kontrolní program na PTB. S nárůstem PTB koresponduje i nárůst CD. Za posledních 25 let se zvýšil více než 5x.

Pastevní skot dokáže zamořit rozsáhlá území, kontaminovat povrchovou i studniční vodu. Zvěřina je dalším zdrojem MAP.
Farmáři považují paratuberkulózu za ekonomickou nemoc, snižuje jim zisky. Pro humánní populaci má výskyt MAP v potravinovém řetězci katastrofální důsledky. Se zárodky MAP může přijít do styku každý. Živá i inaktivovaná MAP se stává důležitým rizikem u civilizačních nemocí. 

## Historie ozdravování
Boj proti PTB započal již počátkem minulého století, kdy byly snahy označit u WHO nemoci jako je PTB, tuberkulóza a brucelóza za nebezpečné pro lidi, celý svět se jich měl u domácích zvířat zbavit. Zatímco u tuberkulózy a brucelózy se to povedlo nejen v ČR, ale i v mnoha státech světa, PTB měla problém s diagnostikou nemoci. Byl způsoben omylem prestižní laboratoře, která stanovila roku 1939 celosvětový standard MAP úplně špatně. Zmařila práci tisíců odborníků po celém světě na třicet let. Chovy s PTB vycházely při laboratorních testech falešně negativně, testy nefungovaly, vývoj vakcín se zastavil. Až v roce 1968 bylo dokázáno, že standard nazývaný K 18 není vůbec MAP, ale kontaminace Mycobacterium avium serovar 2.
V posledních letech zaznamenala diagnostika MAP raketový pokrok. Byly zavedeny testy DNA, které jsou rychlé, levné a dokáží prokázat patogen prakticky kdykoli a z čehokoli. Od té chvíle se začala testovat nejen hospodářská zvířat, ale i pejsci a kočičky, lidé. Některé výsledky ukazují, že lidé s Crohnovou chorobou jsou až z 90% pozitivní na MAP, že naši domácí mazlíčci s chronickými průjmy jsou nositelé MAP.

## Dvojí taktika ozdravování
Ozdravit stáda domácích zvířat od MAP je možné pomocí dvojí taktiky:

1. Minimalizace epidemiologických rizik

2. Test a porážka (test and cull)
Nejčastěji se nakazí nově narozená zvířat, jsou k MAP mnohonásobně vnímavější než dospělí jedinci. Stačí potřísnění pupečního provazce zárodky MAP nebo olíznutí struku ušpiněného trusem s MAP a mládě se nakazí. Nemoc se projeví až za mnoho let, nejčastěji až po pohlavní dospělosti, po porodu, případně až ve stáří. Zvířata v inkubační době mohou sporadicky vylučovat MAP do prostředí.
Minimalizace rizik je přesně vypracovaný soubor preventivních opatření, které snižují riziko infekce při porodu, při mléčné výživě, u mladých zvířat na pastvě, u dospělých zvířat a hlavně při nákupu nových zvířat do chovu.
Test a porážka je metoda, kdy se celá stáda testují na MAP, pokud se prokáže, je zvíře ihned odesláno na porážku. Tím se snižuje množství MAP v prostředí.
Pokud chovatel používá obojí taktiku současně, zbaví se problémů s PTB nejdříve. Přesto to trvá mnoho let, často i generací, než lze chov považovat za prostý MAP (získá certifikaci chovu prostého MAP).
Mezi jednotlivými státy existují obrovské rozdíly v tom, které stádo lze považovat za bezpečné. Například v ČR k tomu stačí 1 rok od posledního výskytu PTB v chovu (dva testy), v USA 6 let negativního testování, v Austrálii dvě generace a víc.
Vývoj kvalitních vakcín je další nadějí. Ty současné dokáží snížit prevalenci PTB ve stádě až na několik málo procent, ale někteří vakcinovaní jedinci se stávají bacilonosiči, MAP šíří dál. Zbavit se MAP z prostředí pomocí vakcinace zatím neumíme. 

Vakcinace v ČR je zakázána. Z ostatních zemí EU se plošně vakcinuje v Holandsku či Velké Británii. V USA je vakcinována drtivá část populace skotu. Vakcinace snižuje hodnotu Prevalence ve stádě, množství MAP v prostředí.

## Minimalizace epidemiologických rizik PTB
Minimalizace epidemiologických rizik u mléčného stáda skotu s volným ustájením.

RF (rizikový faktor) nám udává, kolikrát častěji se nakazí jedinec s rizikem než bez něj. U PTB jsou mladí mnohem vnímavější k nákaze než dospělí.

| Kategorie zvířat                   | Jednotlivá rizika |
| ---------------------------------- | --- |
| Místo porodu (maximální RF 80)     | Na jednom místě se musí telit jen jedna kráva, místo nesmí být znečištěno trusem, vemeno krávy nesmí být znečištěno trusem. |
| Mléčná výživa (maximální RF 60)    | Tele nesmí pít mléko od cizích krav (směsné mléko), nesmí přijít do styku s trusem krav.                                    |
| Rostlinná výživa (maximální RF 35) | Telata nesmí přijít do styku s dospělými, trus krav nesmí kontaminovat vodu, krmení, pastviny.                              |
| Jalovice a býci (maximální RF 35)  | Nesmí přijít do styku s kravami, ani jejich trusem.                                                                         |
| Krávy (maximální RF 16)            | Trus nesmí kontaminovat krmení, vodu, pastviny.                                                                             |
| Přesuny a nákupy (maximální RF 60) | Nákup jediného kusu z chovu bez certifikace je riziko. Návštěvy výstav a styk s cizími je riziko.                           |

U masného skotu jsou rizika menší, ale v podstatě stejná. Mladí se nakazí od starých nejčastěji trusem, ale také mlezivem, mlékem, plodovými obaly a plodovými vodami, semenem při přirozené plemenitbě i inseminaci.

Čím je stádo větší, tím hůř se ozdravuje.

Čím je stádo zamořenější (má větší prevalenci PTB), tím hůře se ozdravuje.

## Testy na PTB
ELISA 

- sérologické vyšetření krve je první test, který dokáže odhalit PTB u jedince.

- sérologické vyšetření bazénového vzorku mléka dokáže jediným testem odhalit, zda je nakaženo stádo s mléčnou užitkovostí

Vedle jednoduchých testů ELISA se provádí i dvojité testy, kdy je test A potvrzen testem B. Takovéto testování je vysoce specifické.

Kultivace trusu - individuální odběry trusu jedinců a jejich kultivace se považuje za "zlatý standard". Dá se jí prokázat nemoc až ve fázi vylučování MAP, zato má 100% specificitu. Pokud je třeba provádět čtení genomu a vytvářet genetické mapy, pak je to jediná metoda, která dá dostatečné množství DNA na opakované provádění PCR (Polymerázová řetězová reakce).

MAPDT je zkratka (MAP Detection Test) a spadají sem všechny testy PCR. Nikdy se neprokazuje celá DNA, ale jen její malá část. Díky tomu mají tyto testy specificitu srovnatelnou s ELISA metodou, často ještě menší (98-99%).

- přímá detekce MAP z individuálních vzorků trusu

- přímá detekce MAP ze skupinových vzorků trusu (5 zvířat v jediném vzorku)

-přímá detekce MAP ze vzorků prostředí (odběr trusu z proháněcích uliček respektive dojíren)

-přímá detekce MAP z bazénových vzorků mléka

Pitva - pitva uhynulého (poraženého) zvířete byla vždy a dodnes i je metodou průkazu PTB se specificitou 100%. Patologicko anatomický nález je doplněn histologickým vyšetřením, dnes i sérologí z krve, kultivací z tkání i PCR metodou, je tedy nezpochybnitelný a maximálně přesný.

## Posouzení výsledků testování stád
Základ je odlišit naměřenou prevalenci (apparent prevalence =AP) od skutečné prevalence (true pravalence = TP). Od procenta zamoření se odvíjí veškerá opatření včetně další metodiky testování. Pokud se výsledek špatně vyhodnotí, ozdravování se prodraží či dokonce nikdy neskončí.
Naměřená prevalence (AP = apparent prevalence) je procento pozitivních testů ze všech zaslaných testů. Udává ji laboratoř. Vypočítá se jako počet pozitivních vzorků lomeno počet vyšetřených vzorků.
Skutečná prevalence (TP = true prevalence) je procento nemocných zvířat. Rozdíl spočívá v tom, že u AP existují falešně negativní a falešně pozitivní, kdežto u TP jen skutečně nemocní lomeno všichni. Záleží tedy na senzitivitě (Sn) a specificitě (Sp) konkrétního laboratorního testu. Dokonce každý výrobce má odlišně kvalitní testy. U senzitivity (citlivost testu) se u paratuberkulózy většina testů pohybuje jen kolem 50%, jinými slovy odhalí jen polovinu nemocných. U specificity většina testů vykazuje 98-99% přesnost, jinými slovy jeden až dva výsledky ze sta pozitivních označí zdravé zvíře za nemocné. Pokud epidemiolog mluví o prevalenci, pak myslí vždy skutečnou prevalenci (TP).
{\displaystyle TP={\frac {AP+Sp-1}{Sn+Sp-1}}}
Po výpočtu skutečné prevalence je třeba pochopit, že pokud vyjde 10 pozitivních testů z 10 000 má to zcela odlišnou vypovídající hodnotu, než když vyjde 10 ze 100 pozitivních.
Prognostická hodnota ve vztahu k prevalenci určuje další postup testování i hodnocení výsledků.
V roce 1992 byl proveden v USA tento vzorový příklad hodnocení výsledků testů.
NJWG (National Johne’s Working Group) doporučila používat tuto validitu testů: ELISA IDEXX Sp= 97% , Sn=25%. Výrobce udával ELISA IDEXX: Sp=98% a Sn=60%. Rozdíl je dán metodikou určování. Výrobce provádí sérologické testy u zvířat, kde je kultivačně prokázán výskyt PTB. NJWG obě hodnoty přepočítává na skutečný výskyt infekce ve stádě, dle 40% senzitivity kultivace trusu (sp=100%, sn=40%).

Validita laboratorního testu umožňuje vypočítat vztah tří základní ukazatelů: Skutečná prevalence nemoci ve stádě P, pozitivní prognostická hodnota (positive predictive value -PPV) a negativní prognostická hodnota (negative predictive value- NPV)

Tabulka: New York State Cattle Health Assurance Program Johne’s Disease in Cattle, 2000, Article 4,p.6 Content was edited and reviewed by the National Johne’s Working Group and endorsed by the USAHA (United States Animal Health Association).
| Prevalence ve stádě | PPV ELISA sn=25%,sp=97% | NPV ELISA sn=25%,sp=97% | PPV ELISA sn=60%,sp=98% | NPV ELISA sn=60%,sp=98% | PPV kultivace sn=40%,sp=100% | NPV kultivace sn=40%,sp=100% |
| ------------------- | ----------------------- | ----------------------- | ----------------------- | ----------------------- | ---------------------------- | ---------------------------- |
| 1%                  | 15%                     | 99%                     | 16%                     | 99%                     | 100%                         | 99%                          |
| 5%                  | 48%                     | 96%                     | 51%                     | 97%                     | 100%                         | 97%                          |
| 10%                 | 67%                     | 92%                     | 69%                     | 95%                     | 100%                         | 94%                          |
| 20%                 | 82%                     | 84%                     | 83%                     | 91%                     | 100%                         | 87%                          |
| 30%                 | 88%                     | 75%                     | 90%                     | 85%                     | 100%                         | 80%                          |
| 40%                 | 92%                     | 66%                     | 93%                     | 78%                     | 100%                         | 71%                          |
| 50%                 | 95%                     | 57%                     | 95%                     | 71%                     | 100%                         | 63%                          |

Závěr:

Pokud je specificita testu nízká, netestujeme jím stáda téměř zdravá – většina pozitivních výsledků bude falešných.

Naopak u stád vysoce promořených je test s nízkou validitou použitelný- odhalí většinu nemocných.

Tato zákonitost platí i obráceně (dle bayesianovy epidemiologie převrácení omylu neboli opačná pravděpodobnostní otázka) – pokud nám vyjdou u zdravého stáda všechny testy negativně, testovali jsme chybně (musí nám vyjít odpovídající procento falešně pozitivních, jinak výsledky nelze uznat).
Při ozdravování (zamořený chov) se často provádí jeden test ročně s tím, že žádné pozitivní zvíře nesmí být testováno dvakrát. Tím by se ozdravování o mnoho let prodloužilo.
Při certifikaci (zdravý chov) se každý pozitivní výsledek naopak verifikuje dalším zcela nezávislým testem. Například v Austrálii se u velkých chovů nejčastěji pozitivní kus nechá porazit a provede se série testů, které se 100% jistotou určí, zda je zvíře zdravé. Je tedy vyloučeno, aby díky nepřesnosti testu přišel chov o certifikaci (obchodní garanci).
Závěr ozdravování (prevalence pod 3%) a počátek certifikace se metodicky shodují. Zpravidla se pozitivní výsledek verifikuje druhým testem, jinak ozdravování nikdy neskončí.

## Statisticky významné počty zvířat pro testování stád na PTB
Správně provést Vzorkování populace (epidemiologie) je klíčem k úspěšnému ozdravování.
Tabulka vydaná NJWG USA (kontrolováno USAHA)
| Množství zvířat určených k testování | Počet zvířat testovaných ELISA testem | Počet individuálních vzorků trusu ke kultivaci |
| ------------------------------------ | ------------------------------------- | ---------------------------------------------- |
| do 300 ks včetně                     | Test všech                            | Test všech                                     |
| 301-400 ks                           | Test všech                            | 313                                            |
| 401-500 ks                           | Test všech                            | 324                                            |
| 501-600                              | 531                                   | 332                                            |
| 601-700                              | 540                                   | 338                                            |
| 701-800                              | 547                                   | 342                                            |
| 801-900                              | 552                                   | 345                                            |
| 901 a víc                            | 580                                   | 360                                            |

Výběr testovaných jedinců musí být vždy jednoduchý náhodný. Rozhodně není možno vybírat jen z části stáda, z určité lokality, zvířata s určitými čísly, datem narození, váhou, zdravotním stavem, temperamentem atd.
Za statisticky významný počet zvířat můžeme kdykoli považovat celé stádo respektive jeho testovanou část.
Pro výpočet skutečné momentální prevalence PTB ve stádě na počátku ozdravování jsou tyto počty dostačující. V průběhu ozdravování se doporučuje testovat všechna zvířata, ke konci ozdravování musí být testována všechna zvířata nad 2 roky stáří.

## Kontrolní program
Existuje trojí přístup k ozdravování PTB: individuální, stádový, teritoriální.

Individuální princip hodnotí, zda je konkrétní jedinec nemocný (používají např. v Japonsku). Je to nejstarší přístup, kdy se pomocí vyhlášek a restrikce ozdravují chovy radikální metodou. Nemocní jsou poraženi, často i podezřelí z nakažení. Pokud chovatel tají nemocné, je trestně stíhán.

Stádový princip hodnotí, zda je nakaženo stádo (používají např. v USA) – jediný nemocný ve stádě znamená, že celé stádo se považuje za infikované. Tento moderní přístup byl poprvé použit v devadesátých letech minulého století v USA. Vyžaduje kontrolní program, návod na tvorbu manažerského plánu, certifikační program. Bývá na bázi dobrovolnosti, ekonomické výhodnosti bez jakýchkoli restrikcí.

Teritoriální princip hodnotí, zda je celé území zamořeno (používají v Austrálii) – jediné nakažené stádo na rozsáhlém teritoriu znamená, že je území zamořeno. Je to nejmodernější přístup, který vyžaduje počítačové programy na výpočty pravděpodobnosti, vytváří se mapy kontinentu dle pravděpodobnosti nulového výskytu nemoci. Netýká se jediného živočišného druhu, ale všech hospodářských zvířat. Vydávají se obchodní garance (nikoli certifikace).

## Individuální kontrolní program v Japonsku
Ukázkovým příkladem, jak funguje kontrolní program založený na individuálním hodnocení infikovaných, je Japonsko.
Obecně se individuální přístup hodí pro státy, kde je individuální ustájení dobytka, kde nejsou velká stáda, kde je možné testovat veškerý dobytek, nikoli jen statisticky významné vzorky, ale hlavně je tam PTB utlumena.
V takovýchto státech nelez spoléhat na dobrovolnost kontroly, musí být chráněni ti, co nemoc nemají (což jsou všichni), musí být zajištěna jejich bezpečnost.
Japonsko bylo historicky prosté MAP. Poprvé byl výskyt PTB zaznamenán v roce 1930 u dovezené krávy z Velké Británie. Podrobně popsaný případ byl však až u dovezeného Holštýnského skotu z USA (Wisconsin).
V šedesátých letech dvacátého století bylo dovezeno množství infikovaného holštýnského skotu z USA na ostrov Hokaido.
Bylo detailně zdokumentováno, že 3 kusy infikovaného skotu z USA roznesly PTB do 35 farem na ostrově Hokaido.
V roce 2004 bylo v Japonsku 1,69 milionů mléčných krav, všechny byly alespoň jednou otestovány na PTB s negativním výsledkem. Masných krav bylo 262 tisíc, všechny jsou testovány v intervalu maximálně 5 let, ale 60% prefektur testuje co 3roky.
Nařízení o kontrole infekčních nemocí u domácích zvířat (Act on Domestic Animal Infectious Diseases Control) přikazuje každé zvíře pozitivní na PTB porazit (test and cull). Testy jsou nastaveny tak, aby během 5 let byly otestovány všechny mléčné krávy v zemi (500tis ks/rok). Každý rok je poraženo kolem 1000 krav kvůli PTB, drtivá většina z nich nemá žádné klinické příznaky (k porážce dojde dřív, než se začne vylučovat patogen). V tomto případě dostane chovatel od vlády přímo 80% ceny za poražený kus.
Za správnou inkubační dobu považují 3-6let, proto zavedli dobrovolný program na porážku všech vnímavých zvířat, která přišla do styku s pozitivními. Chovateli je za utracený dobytek vyplacena náhrada v plné výši a to od nadačních organizací.
V Japonsku jsou stáda malá, respektive mnoho chovatelů má stájové vazné ustájení s několika málo jedinci, počítat stádovou prevalenci(Prevalence) ztrácí smysl. V tomto případě je vhodnější mluvit o kumulativní roční incidenci Incidence, ta je v porovnání s Evropou či Amerikou mnohonásobně nižší.
V roce 1.12.2006 vydala komise pro ranou diagnostiku PTB při ministerstvu zemědělství, lesnictví a rybolovu směrnici, podle které se stáda kategorizují. Mléčná stáda byla rozdělena do dvou kategorií:

I. Bez výskytu PTB

II. Farmy pod kontrolou

U kategorie I. je veškerý dobytek testován metodou ELISA a kultivací, má trvale negativní výsledky u všech zvířat.

U kategorie II. vyšel při pravidelné kontrole jednou za 5 let prokazatelně pozitivní výsledek, respektive se objevil klinicky nemocný jedinec (PTB potvrzena histologicky a PCR). U takových je veškerý chovný dobytek nad 6 měsíců stáří co 3 měsíce testován metodou ELISA a PCR.
Pokud vyjdou dva sérologické testy a jeden kultivační negativně, je chov reklasifikován jako kategorie I. Nadále je však pod dohledem hygienické služby prefektury (livestock hygiene service centers), která dohlíží na preventivní opatření proti šíření PTB. Ta má své veterináře, kteří kontrolují sedm základních hodnot:

1. Čistotu farmy a ustájení pro dobytek (sucho, čisto, bez trusu).

2. Desinfekce obuvi a vstupní desinfekce (zabránit kontaminaci zvenčí).

3. Pečlivé sledování dobytka a odbornou komunikaci s veterináři (zda tuší, co je PTB).

4. Čistota v porodně a hygienické návyky (před každým telením umýt a nově nastlat).

5. Co se děje s mlékem vyloučeným z dodávky (zda není krmeno telatům).

6. Separace nově narozených telat od matek co nejdříve po porodu (aby matka nemohla nakazit tele).

7. Starost o hnojiště (zda se jím nehnojí pastva pro dobytek).

Před prodeji či přesuny dobytka se vyžadují zdravotní zkoušky každého zvířete, které zahrnují test na PTB.

## Stádový kontrolní program v USA
V devadesátých letech minulého století zavedli v USA první kontrolní program stojící na stádovém principu.
Pilotní program se jmenoval: Voluntary Johne's Disease Herd Status Program for Cattle (VJDHSP) byl vydán v roce 1998. Jeho principy jsou dodržovány dodnes.

Kontrolní i ozdravovací postupy v USA mají tři základní pravidla:

1. dobrovolnost

2. nulová restrikce

3. finanční výhodnost pro chovatele.

Nikdo v USA ozdravovat nemusí. Pokud se u chovatele prokáže MAP, nesmí vůči němu stát aplikovat žádná omezení, karantény či restrikce.
Kontrolní program chrání chovatele před nákupem zvířat v riziku. Na základě monitoringu se předpokládá, že nikdy netestované stádo má 70% pravděpodobnost, že se u něj JD nevyskytuje. Je na chovatelích, aby nakupovali dobytek z bezpečných stád.
Pokud chce chovatel vstoupit do kontrolního programu, musí se rozhodnout, která ze dvou cest pro něj bude výhodnější.
Existují dvě cesty, jak dosáhnout čtvrté úrovně kontrolního programu:

I. Standardní cesta

II. Rychlá cesta

Standardní cesta je zaměřena na minimální investice do testování, aby v případě pozitivního nálezu nebyly náklady vložené do kontroly příliš veliké, výsledky testů se daly se využít i při ozdravování.
Rychlá cesta je zaměřena na chovatele, u kterých se nikdy v historii Johneho choroba (paratuberkulóza) nevyskytla, chtějí svůj status chovu bez MAP doložit co nejdříve.
Udržet se na konkrétní úrovni vyžaduje provést test 30 zvířat starších 2 let na MAP a to každoročně. Odběry musí provádět akreditovaný veterinář. Pokud není každoroční test v rozmezí 10-14 měsíců proveden, spadá chovatel na počáteční úroveň A, třebaže byl v předešlém roce na stupni D.
A: V první úrovni má 85% pravděpodobnost, že se MAP v chovu nevyskytuje.

B: Ve druhé úrovni má 95% pravděpodobnost, že se MAP v chovu nevyskytuje.

C: Ve třetí úrovni má 98% pravděpodobnost, že se MAP v chovu nevyskytuje

D: Na čtvrté úrovni má 99% pravděpodobnost, že se MAP v chovu nevyskytuje.

I.Standardní cesta

A: Na první úroveň se dostane ten chovatel, který se do kontrolního programu přihlásí a provede test s negativním výsledkem na 30ks skotu starších 2let metodou ELISA.
30 vzorků se považuje ze statistického hlediska za minimum pro průkazné testování. Větší počet testovat metodou ELISA je nevhodné, stoupnul by počet stád falešně označených za pozitivní. Pokud vyjde test ELISA u některého jedince pozitivní, může chovatel vyřazení z kontrolního programu zvrátit tím, že vznese protest. Následně musí do 45 dnů od zjištění výsledku ELISA testu odebrat trus od pozitivních jedinců a zaslat ho na vyšetření. Pokud vyjde kultivace negativně, považuje se celý test stáda za negativní. Toto pravidlo platí pro všechny úrovně testování.
B: Na druhou úroveň se dostane ten chovatel, který byl v minulém roce na první úrovni a provede sérologické vyšetření testem ELISA na statisticky významném počtu zvířat starším 2 let s negativním výsledkem. U stád do 300 kusů se testuje vše, u stád nad 1000ks se odebírá jen 580 vzorků (viz tabulka).
Pokud chce na této úrovni v následujících letech zůstat, stačí test 30ks Elisou.
C: Na třetí úroveň se dostane ten, kdo byl loni na druhé a provede kultivační vyšetření trusu na statisticky významném počtu zvířat nad 2roky stáří. U stád do 300 ks odebere všem vzorky, u stád nad 1000ks se odebere jen 360 vzorků (viz tabulka).
Pokud chce na této úrovni v následujících letech zůstat, stačí test 30ks Elisou.
D: Na čtvrtou úroveň se dostane ten, kdo byl loni na třetí a provede sérologické vyšetření statistického počtu zvířat ELISOU.
Pokud chce na této úrovni v následujících letech zůstat, stačí test 30ks Elisou.
II Rychlá cesta

Chovatel vyplní formulář, ve kterém stvrdí podpisem, že v uplynulých 5 letech u něj nebyl zaznamenám žádný pozitivní nález na MAP (ani klinicky nemocný jedinec).
Poté může provést test statisticky významného počtu zvířat metodou ELISA a postupuje rovnou na úroveň B.

C: Na třetí úroveň se dostane, pokud by loni na druhé a provede kultivační vyšetření 30kusů s negativním výsledkem (výrazně menší počet vzorků ke kultivaci než u standardní cesty).

D: Na čtvrtou úroveň se dostane, pokud byl loni na třetí a provede sérologické vyšetření statistického počtu zvířat ELISOU (stejný postup jako u standardní cesty).

Do budoucna se počítá s rozvojem certifikačního programu, který by zajišťoval s jistotou přes 99,9%, že chovy s certifikátem jsou JD prosté. Program by přímo navazoval na poslední stupeň kontrolního programu. K zařazení do certifikace by musel chovatel dosáhnout posledního stupně kontrolního programu a otestovat stádo na statisticky průkazném vzorku. K získání certifikátu bude muset několik let stádo dále testovat.

Kontrolní programy v USA byly prodlouženy na 6 let. Až po šestiletém negativním testování lze stádo považovat za bezpečné.

## Teritoriální obchodní program v Austrálii

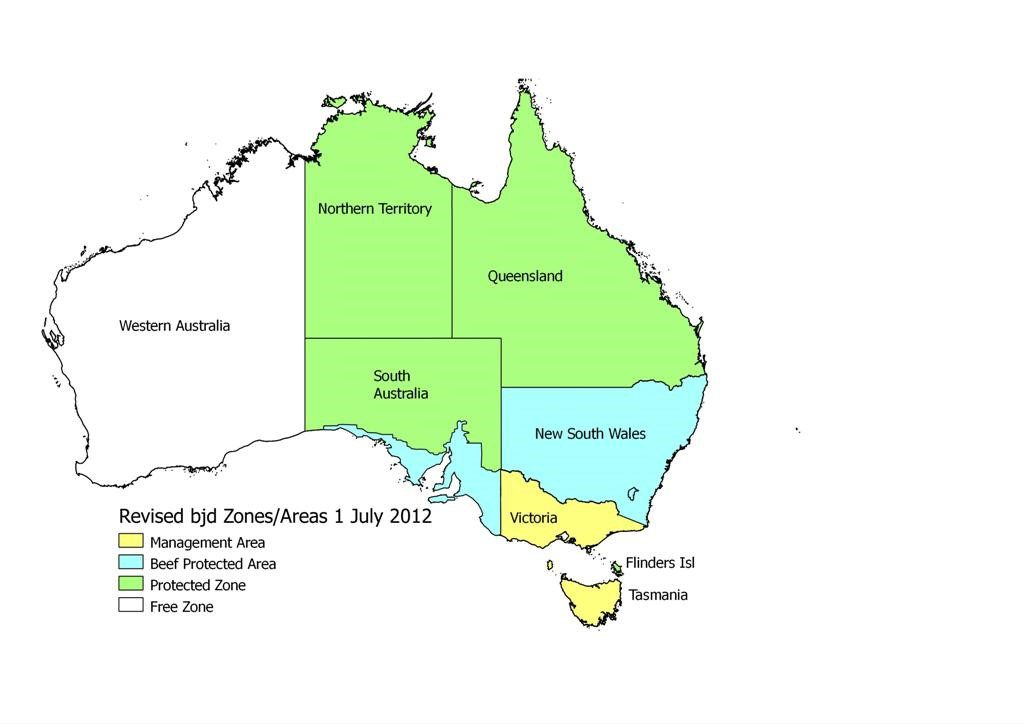
Teritoriální princip ozdravování od MAP v Austrálii

Austrálie je jediný kontinent, kde se přistoupilo k eliminaci MAP z prostředí. Jsou si vědomi toho, že nedokáží kontrolovat veškerý dobytek, proto se jejich programy jmenují obchodní (Johne’s Disease Market Assurance Program). Celé území je rozděleno do čtyř zón podle rizika zamoření. Existují oddělené programy na skot, na kozy, na alpaky.
1. Free Zone – území paratuberkulózy historicky prosté a to u všech druhů zvířat. Od června 1999 je západní Austrálie vyhlášena územím bez jediného výskytu paratuberkulózy.
Žádné jiné stádo na světě nemá tak vysoký statut (pravděpodobnost, že se zde nemoc nevyskytuje, je limitou 100%.)
2. Protected Zone – chráněné území proti paratuberkulóze. Nemoc se v této zóně trvale nevyskytuje, ale existují zde stáda, která jsou stále ještě ozdravována (pozitivní zvíře je ihned poraženo). V roce 2000 zde bylo registrováno 0,9% stádové prevalence u masného skotu (zdroj: NJDCP Coordinators Quarterly Report, Jan-Mar 2000).
Jedná se o největší území. Stáda jsou testována, negativní výsledek zvyšuje jistotu, že se JD ve stádě nevyskytuje. Tato jistota se označuje MN (Monitored Negativ). První test stáda na statisticky významném počtu zvířat dává stádu statut MN1, druhý se smí provést nejdříve za dva roky a dává statut MN2, třetí opět za dva roky a dá statut MN3. K udržení hladiny jistoty MN3 postačí stáda co dva roky testovat (na 50 kusech skotu starších 4let).
Pokud chce chovatel přesunout zvíře do Free Zone, musí mít statut MN3 Protected Zone.
3. Beef protected area – kontrolovaná území na paratuberkulózu u skotu.V této zóně se vyskytují stáda a druhy zvířat, které ještě mají MAP. Všechna stáda hovězího dobytka jsou pod kontrolou.

Ozdravování probíhá mnoho let a je ukončeno poté, co byl poslední pozitivní kus (a jeho potomci) odsunut, a byl proveden dvojí test na statisticky významném vzorku validní metodou v intervalu 2 let (tedy nejdříve 4 roky po odsunu posledního nemocného).
Poté lze stádo zapojit do kontrolního programu, provést MN1. Aby stádo získalo statut stejný jako v Protected Zone (mohlo být do ní přesunuto), musí získat statut MN3 (3krát testováno validním testem v intervalu 2 let).
4. Management area – zbytková zóna výskytu paratuberkulózy. Zde ještě nejsou všechna stáda pod kontrolou, je na managementu, aby svá stáda ozdravil. Přesuny do jiných zón je zakázaný, stejně tak prodej mimo Austrálii.
Pro obchod s dobytkem je nutné dodržovat toto základní pravidlo:
Přesun je možný jen po spádu rizika infekce (z míst s nižším rizikem do míst s vyšším). Přesun proti spádu rizika je státem zakázán, přísně trestán.
Poslední roky[kdy?] se MAP šíří Austrálií dál. Mapy teritoriálního zamoření byly překresleny, jiné jsou pro skot, jiné pro ovce. Divoká zvěř se stala nositeli MAP, stáda hospodářských zvířat se před MAP nedaří ochránit.